# Thomas Tumler
Thomas Tumler (Scuol, 5 de noviembre de 1989) es un deportista suizo que compite en esquí alpino.
Ganó dos medallas de plata en el Campeonato Mundial de Esquí Alpino de 2025, en las pruebas de eslalon gigante y equipo mixto. En la Copa del Mundo consiguió una victoria y cinco podios en total.

## Palmarés internacional
| Campeonato Mundial | Campeonato Mundial | Campeonato Mundial | Campeonato Mundial |
| Año                | Lugar              | Medalla            | Prueba             |
| ------------------ | ------------------ | ------------------ | ------------------ |
| 2025               | Saalbach (Austria) | Medalla de plata   | Eslalon gigante    |
| 2025               | Saalbach (Austria) | Medalla de plata   | Equipo mixto       |